# Boey & Borsu

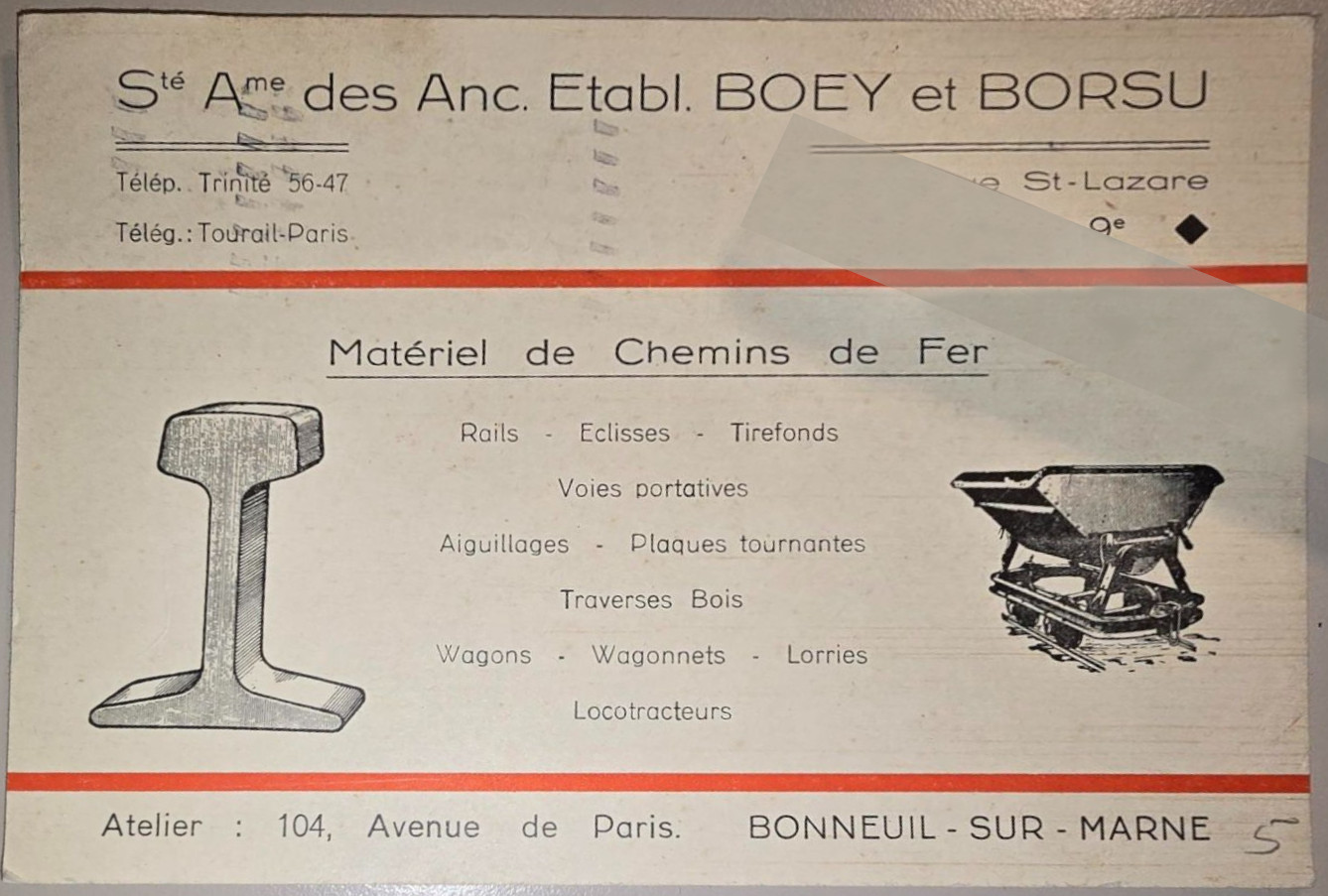
Boey et Borsu, Eisenbahnmaterial

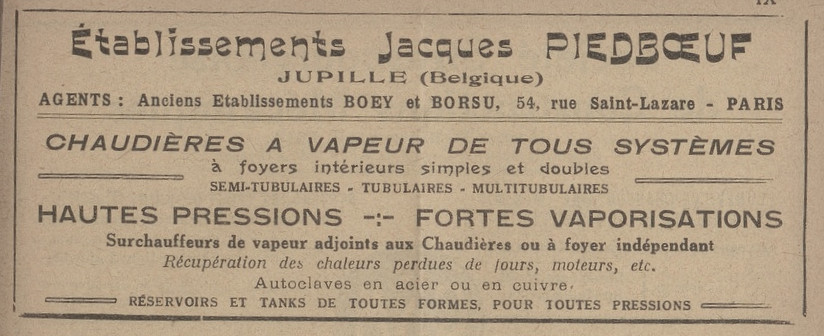
Generalvertretung des Dampfkesselherstellers Jaques Piedbeuf

Die Société anonyme des anciens établissements Boey & Borsu war um 1930–1953 ein französischer Hersteller von Eisenbahnmaterial insbesondere für Feld- und Werksbahnen.

## Firmengeschichte
Die Aktiengesellschaft wurde am 9. August 1930 in der Avenue du Général-Michel-Bizot gegründet. Das Unternehmen hatte seinen Sitz in der Rue St-Lazare 54 im 9. Arrondissement von Paris und betrieb eine Werkstatt in der Avenue de Paris 104 in Bonneuil-sur-Marne. Bereits zuvor hatten die Firmengründer unter dem Firmennamen Pr. Boey & Emm. Borsu um 1925 die belgische Generalvertretung der Arnold Jung Lokomotivfabrik in der Rue d'Arenberg 18 und in der Rue de Echevins 9 in Brüssel übernommen, um Schmalspurbahnlokomotiven in den belgischen Kongo zu exportieren. Das Pariser Büro in der Rue La Boétie zog vor dem 7. März 1930 in die Rue de Turbigo 41 um.

## Produkte
Boey et Borsu stellten in Bonneuil-sur-Marne Schienen, Laschen, Schwellenschrauben und -nägel, tragbare Gleisjoche, Weichen, Drehscheiben, Holzschwellen, Eisenbahnwagen, Feldbahnloren, Kipploren und sogenannten Locotracteurs, d. h. Feldbahnlokomotiven mit Verbrennungsmotor her.
Das Unternehmen vertrieb auch gebrauchte Dampflokomotiven anderer Hersteller und brachte an diesen zusätzlich Schilder mit seinem Firmennamen an (Gaetani – Pr. Boey & Emm. Borsu, Paris). Von diesen sind heute noch in Zinga bei Mbaïki in der Zentralafrikanischen Republik die O&K-Lokomotive 11781/1929 erhalten, die ursprünglich an die Agence Générale des Colonies für den damals französischen Kongo geliefert worden war, sowie die Henschel-Brigadelok 15542/1917, ehemals Heeresfeldbahn-Nr. 1743.